# Бугало Павло Вікторович
Павло Бугало (узб. Pavel Bugalo, нар. 21 серпня 1974, Чирчик) — узбецький футболіст, що грав на позиції воротаря.
Виступав, зокрема, за клуби «Пахтакор» та «Локомотив» (Ташкент), а також національну збірну Узбекистану.
Триразовий чемпіон Узбекистану. Триразовий володар Кубка Узбекистану. 

## Клубна кар'єра
Вихованець ташкентського «Пахтакора». У дорослому футболі дебютував 1991 року виступами за команду клубу «Чирчик», в якій того року взяв участь у 14 матчах чемпіонату. Своєю грою за цю команду привернув увагу представників тренерського штабу клубу «Пахтакор», до складу якого приєднався 1992 року. Відіграв за ташкентську команду наступні сім сезонів своєї ігрової кар'єри. Більшість часу, проведеного у складі «Пахтакора», був основним гравцем команди, двічі визнавався найкращим футболістом року в Узбекистані (1996 і 1997).
Протягом 2000—2001 років захищав кольори команди клубу «Аланія». 2002 року уклав контракт з клубом «Женис», у складі якого провів наступні два роки своєї кар'єри гравця. Граючи у складі клубу з Астани також здебільшого виходив на поле в основному складі команди. У складі клубу «Жениса» в 2002 році став володарем Кубка Казахстану. Згодом з 2005 по 2006 рік грав у складі команд клубів «Жетису» та «Ордабаси».
У 2007-2009 рр. грав у складі ташкентського клубу «Буньодкор» (до серпня 2008 року - «Курувчі»). Тренерським штабом нового клубу також розглядався як гравець «основи».
Протягом 2010 року захищав кольори команди клубу «Андижан». З 2011 року два сезони захищав кольори «Локомотива» (Ташкент). 
В грудні 2013 року залишив «Локомотив», повернувся до клубі «Буньодкор» та підписав з ним контакт, саме в цьому клубі й завершив професійну ігрову кар'єру.
Після завершення кар'єри футболіста почав займатися бізнесом.

## Виступи за збірну
1995 року дебютував в офіційних матчах у складі національної збірної Узбекистану. В 2007 році зіграв 5 матчів у збірній Узбекистану. Протягом кар'єри у національній команді, яка тривала 13 років, провів у формі головної команди країни 40 матчів.
У складі збірної був учасником кубка Азії з футболу 1996 року в ОАЕ, кубка Азії з футболу 2007 року у Китаї.

## Титули і досягнення

### Командні
- Чемпіон Узбекистану
  -  Чемпіон (3): 1992, 1998 (обидва — в склад «Пахтакора»), 2008 («Буньодкор»)
  -  Срібний призер (2): 1993 («Пахтакора»), 2007 («Курувчі»)

- Кубок Узбекистану
  -  Володар (3): 1993, 1997 (обидва — в склад «Пахтакора»), 2008 («Буньодкор»)
  -  Фіналіст (2): 1996 («Пахтакора»), 2007 («Курувчі»)

- Суперкубок Узбекистану
  -  Володар (1): 2014 («Буньодкор»)

### Особисті
- Футболіст року в Узбекистані: 1996, 1997[2]